# Arthur (labdarúgó, 2003)
Arthur Augusto de Matos Soares (Belo Horizonte, 2003. március 17. –), ismertebb nevén Arthur brazil válogatott labdarúgó, a német Bayer Leverkusen játékosa.

## Pályafutása

### Klubcsapatokban
2019-ben szerződést kötött az América Mineiro csapatával, ahol az ifjúsági csapat tagja volt két évig. Ugyanebben az évben kölcsönadták a Flamengóhoz, kivásárlási záradékkal a szerződésében. 2021-ben visszatért korábbi csapatához, majd decemberben felkerült az első csapatba. 2022. február 25-én mutatkozott be a felnőttek között egy Caldense ellen 2–1-re elveszített bajnokin. Az első osztályban egy Corítiba elleni találkozón játszott először, ahol egy félidőt kapott. 2023. április 3-án ötéves szerződést kötött a német első osztályban szereplő Bayer Leverkusen együttesével.

### A válogatottban
Tizenkét mérkőzésen játszott a brazil U20-as válogatottban, amellyel megnyerte a Dél-amerikai U20-as labdarúgó-bajnokság 2023-as kiírását. 2023. március 25-én bemutatkozott a felnőtt együttesben egy Marokkó elleni barátságos mérkőzésen.

## Sikerei, díjai
Bayer Leverkusen
- Német bajnok (1×): 2023–24[10]

 Brazília U20
- Dél-amerikai U20-as labdarúgó-bajnokság (1×): 2023[7]